# Гозолоколо
Гозолоколо (авар. Гозо́локоло) — село в Хунзахском районе Дагестана. Входит в состав сельского поселения Ободинский сельсовет.

## Географическое положение
Расположено в центральной части Дагестана и находится в верховье реки Тобот, в 8 км к северо-западу от районного центра села — Хунзах и в 5 км к юго-западу от центра сельского поселения села Обода.

## Население
| 1888 | 1895 | 1926 | 1939 | 1970 | 1989 |
| ---- | ---- | ---- | ---- | ---- | ---- |
| 153  | ↘146 | ↗167 | ↗196 | ↗207 | ↘125 |
| 2002 | 2010 | 2021 |      |      |      |
| ↗177 | ↘164 | ↘96  |      |      |      |

По данным Всероссийской переписи населения 2010 года — моноэтничное аварское село.